# Biophytum boussingaultii
Biophytum boussingaultii är en harsyreväxtart som beskrevs av Johann Friedrich Klotzsch och Paul Erich Otto Wilhelm Knuth. Biophytum boussingaultii ingår i släktet Biophytum och familjen harsyreväxter. Inga underarter finns listade i Catalogue of Life.